# Richmond Hill (Georgia)
Richmond Hill is een plaats (city) in de Amerikaanse staat Georgia, en valt bestuurlijk gezien onder Bryan County.

## Demografie
Bij de volkstelling in 2000 werd het aantal inwoners vastgesteld op 6959.
In 2006 is het aantal inwoners door het United States Census Bureau geschat op 9806, een stijging van 2847 (40.9%).

## Geografie
Volgens het United States Census Bureau beslaat de plaats een oppervlakte van
26,4 km², waarvan 26,3 km² land en 0,1 km² water. Richmond Hill ligt op ongeveer 3 m boven zeeniveau.

## Plaatsen in de nabije omgeving
De onderstaande figuur toont nabijgelegen plaatsen in een straal van 24 km rond Richmond Hill.